# Болгар (град)
Вижте пояснителната страница за други значения на Болгар.
Вижте пояснителната страница за други значения на Куйбишев.
Болгар (на руски: Болгар; на татарски: Болгар) е град в Русия, Република Татарстан, административен център на Спаски район. Има 8310 жители (2010). Разкопките на средновековната столица на Волжка България, Болгар, са на удобно разстояние от града.

## География
Градът е разположен на левия (южен в околностите) бряг на Куйбишевското водохранилище на река Волга, на 70 км южно от Казан.
Граничи на изток със село Болгар, до което оттатък се намира Болгарският държавен историко-архитектурен музей-резерват (с останките от средновековния град Болгар), а след него е посьолок Приволжкий. Сред забележителностите на града са също църквата „Св. Авраамий“ и изворът на св.мъч. Авраамий Български чудотворец.
Населението на града е предимно с казашки произход. Етнически състав: руснаци – 83,4 %, татари – 12,9 %, чуваши – 2,1 %.

## История
Основан е през VІІІ век и е съществувал до ХV век. Известността си дължи на древната средновековна столица на Волжка България, крепостта Болгар. Води нача лото си от село Спасское (Чертыково), намирало се на около 14 километра от днешното местоположение на града. През 1781 г. става град Спаск (Спасск), административен център на уезд в Казанското наместничество (от 1796 г. – Казанска губерния).
В периода от 1926 до 1935 г. е наричан Спаск Татарски за отличаване от другите градове с името Спаск. Наименуван е през 1935 г. Куйбишев в чест на починалия руски революционер и съветски политик Валериан Куйбишев.
Районът на града е наводнен заради напълването на Куйбишевското водохранилище, поради което градът е преместен в района на село Болгар. През 1991 година е преименуван Болгар на средновековния град, чиито останки се намират недалеч от съвременния град.
От 2010 г. започва реализация на широкомащабна програма за съхранение на останките от средновековния град и развитие на съвременния му едноименен град. Изградени са нови сгради – т.нар. Бяла джамия, речна гара, хотел и експозиционно-информационен център на музея-резерват, Музей на хляба (с мелница и пекарна), Музей на занаятите (с ковачница) и др.

## Международни отношения

### Побратимени градове
- Денпасар, Индонезия
- Сафранболу, Турция
- Челе ди Булгерия, Италия